# 巴勒斯坦犹太社会民主工党（锡安工人）
巴勒斯坦犹太社会民主工党（锡安工人）（希伯來語：‎）是历史上的一个政治组织，于1906年在奥斯曼帝国统治下的巴勒斯坦成立。其创始成员为一群犹太人移民，他们曾参与戈梅利大屠杀期间的自卫行动。该党是国际锡安工人运动的巴勒斯坦分支。
在1915年2月，由埃米尔·王德威尔得提议，在英国伦敦举行的一次会议上（比利时、法国、英国和俄国的劳工政党参加此次会议），该党受邀加入第二国际。同年4月，在维也纳举行的同盟国劳工政党会议没有对该党的加入提出异议。